# Max Anton Stiff
Max Anton Stiff (1890-1966) est un juriste allemand. Il fut administrateur du district de Münster en Westphalie de 1945 à 1952.

## Biographie
Fils d'un notaire, Max Anton Stiff naît à Bouzonville, dans le district de Lorraine, le 5 janvier 1890. Il fait ses études de Droit à l'Université Eberhard Karl de Tübingen, puis à l'Université rhénane Frédéric-Guillaume de Bonn. Il rentre dans la fonction publique en mars 1912, avant de soutenir sa thèse de doctorat en 1914, à l'Université de Greifswald. Affecté au tribunal de Sarrebruck, il collabore régulièrement avec un cabinet d'avocats de Cologne. 
En 1922, Max Stiff est nommé Landrat , soit administrateur de district, à Hildesheim. En 1929, il est nommé à Münster, comme administrateur du district. Le 15 juin 1933, il est évincé par le régime nazi, en raison de ses sympathies pour l'Église catholique et de son appartenance au Zentrumspartei, le Parti du Centre. 
Après la guerre, Max Stiff reprend ses fonctions. Il est nommé Oberkreisdirektor du district de Münster, fonction qu'il occupe jusqu'en 1952.  
Max Anton Stiff décéda à Münster en Westphalie le 30 janvier 1966.

## Sources
- Leitende Verwaltungsbeamte und Funktionsträger in Westfalen und Lippe (1918-1945/46)